# ميكويان جوريفيتش ميج-17
ميكويان جوريفيتش ميج 17 (روسي: Микоян и Гуревич МиГ-17) (لقب تعريف الناتو: فريسكو Fresco) هي طائرة حربية نفاثة من تصميم مكتب ميكويان جيروفيتش في الاتحاد السوفييتى. دخلت الخدمة عام 1952 وأنتجت بكميات كبيرة تفوق العشرة آلاف طائرة، وصدرت إلى العديد من دول العالم وشاركت في العديد من الحروب والصراعات كحرب فيتنام والصراع العربي الإسرائيلي.

## التطوير

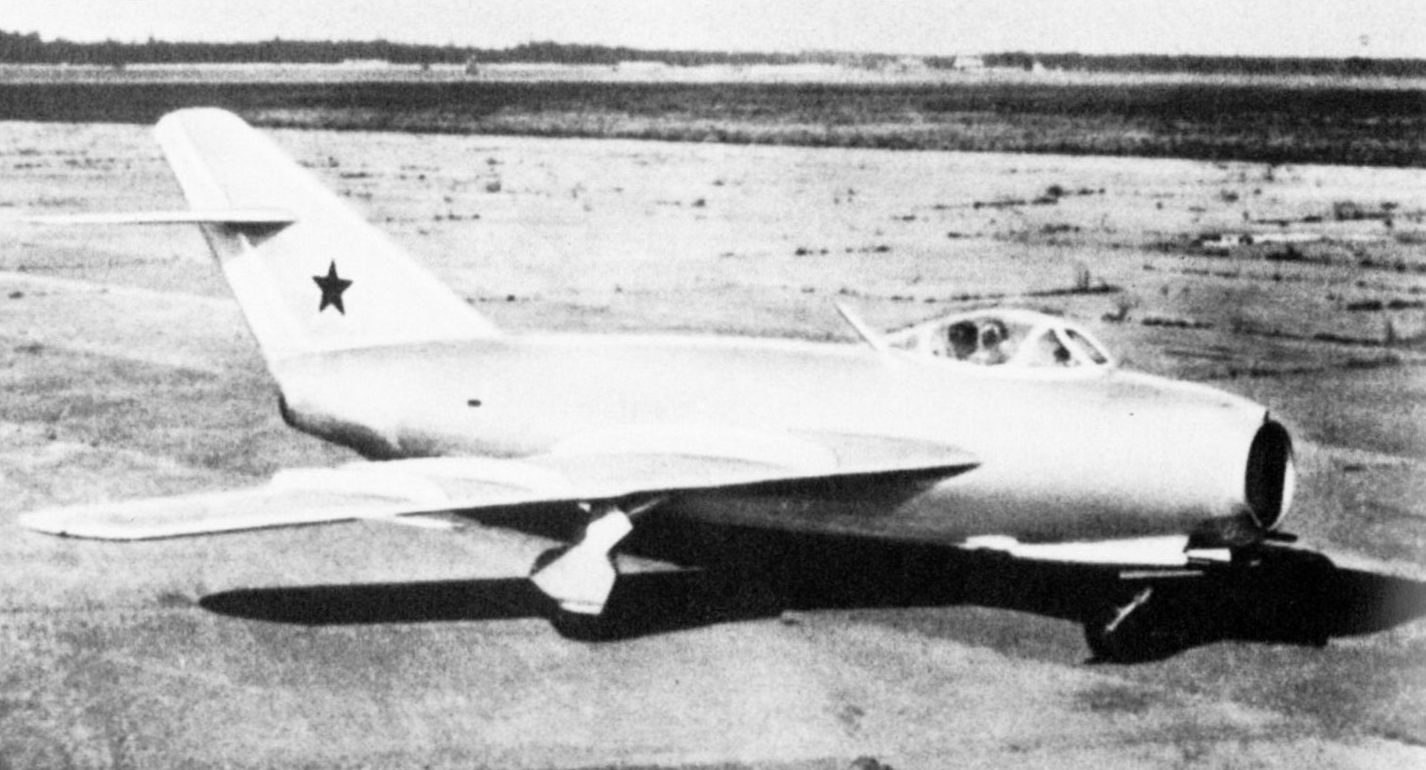
MiG I-330 ExRussia

كان تصميم الميج 17 بشكل عام مبنيا على الطائرة الناجحة السابقة لها ميج 15. التطوير الأساسي الذي أدخل هو جناح منكسر «مركب»، أي ينكسر بزاوية 45° قرب جسم الطائرة، و42° في الأطراف. من الفروق الظاهرة الأخرى أيضا هي ثلاث بروزات على كل جناح من أجنحة الميج 17 بدلا من إثنين فقط في الميج 15. كان للميج 17 نفس محرك الميج 15 وهو كليموف في.كيه-1 وكانت بقية أجزاء الطائرة متشابهة. طارت أول نسخة أولية «إس.أي» (SI) في 14 يناير 1950 بواسطة الطيار «إيفان إيفاشينكو».
على الرغم من تحطم النسخة الأولية في 17 مارس 1950، نجحت عدة اختبارات لنسخ أولية أخرى في عام 1951. وفي 1 سبتمبر 1951 تم قبول الطائرة للإنتاج. قدر في ذلك الوقت أنه بنفس محرك الميج 15 كليموف في.كيه-1 ستكون الميج 17 أسرع بمقدار 40-50 كم تقريبا. كما أن للطائرة قدرة على المناورات أكثر في الارتفاعات العالية.
بدأ الإنتاج في أغسطس 1951. وخلال الإنتاج تم تعديل وإدخال التطويرات على الطائرة أكثر من مرة. كانت الميج 17 الأساسية طائرة متعددة المهام للقتال في النهار ومسلحة بثلاثة رشاشات. كما كان يمكن استخدامها كمقاتلة-قاذفة، لكن حمولتها من القنابل كانت ضعيفة فغالبا ما استخدمت الأماكن المعدة للقنابل في حمل خزانات الوقود.
أما النسخة الأولية الثانية SP-2، فكانت طائرة اعتراضية مجهزة برادار. بعد فترة قصيرة أنتج عددا من طائرات الميج 17 P للقتال في جميع الأجواء وزودت برادار «إزومرود» وتعديلات في فتحات دخول الهواء للمحرك من الأمام. في ربيع عام 1953 دخلت الميج 17 F خطوط الإنتاج مزودة بمحرك في.كيه-1 F بالحارق الخلفي مما حسن من أداء الطائرة وأصبح هذا الطراز أكثر الطرازات المفضلة من الميج 17. ثاني أكثر طراز تم إنتاجه هو الميج 17 PF المزود بالحارق الخلفي والرادار. في عام 1956 تم تحويل 47 طائرة إلى ميج 17 PM (تعرف أيضا باسم PFU) وزودت بأربع صواريخ جو-جو كالينجراد كيه-5 (تسمية الناتو: ايه.ايه-1 «الكالي»). بحلول عام 1958 كان قد تم إنتاج عدة آلاف من طائرة الميج 17.

## التصميم والتسليح

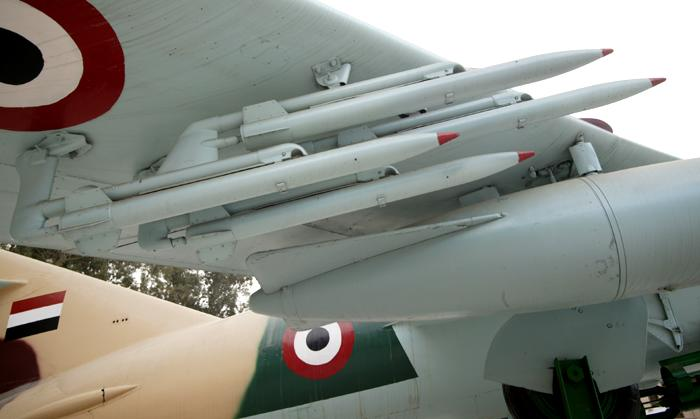
صواريخ محملة على طائرة ميج-17 مصرية

سلحت طائرات القتال في النهار (ميج 17، ميج 17 F) برشاشين 23 مم ورشاش واحد 37 مم. في النسخ المزودة برادار (ميج 17 P، ميج 17 PF) زودت بثلاث رشاشات 23 مم بدون الرشاش 37 مم وذلك للتعويض عن الوزن الذي سببه وجود الرادار. كل الطرازات كان لديها القدرة على حمل قنابل وزن 100 كغم تحت الجناحين، بعض الطائرات كان لديها القدرة على حمل قنابل وزن 250 كغم. ولكن معظم الطائرات حملت خزانات وقود سعة 400 لتر. زودت الميج 17 R (نسخة الاستطلاع) برشاشين 23 مم وكاميرا SR-2. معظم طائرات الميج 17 الموجودة في الخدمة الآن تستخدم في مهمات الهجوم الأرضي أو التدريب.
الطراز الوحيد القادر على حمل صواريخ جو-جو هو الميج 17 PM (تسمى أحيانا الميج 17 PFU) والتي كانت تستطيع حمل أربع صواريخ جو-جو كالينجراد كيه-5 (تسمية الناتو: ايه.ايه-1 الكالي) ولم تكن تحمل أية رشاشات. طورت بعض الدول طائرات الميج 17 الخاصة بها لتحمل صواريخ غير موجهة أو عددا أكبر من القنابل فعلى سبيل المثال في كوبا تم تعديل الميج 17 لتحمل صواريخ فيمبل كيه-13 (تسمية الناتو: ايه.ايه-2 «أتول»)
زودت الميج 17 P برادار «إزومرود-1»، زودت الميج 17 PF في البداية بنفس الرادار ثم استبدل ب«إزومرود-5». زودت الميج 17 PM برادار أيضا، يستخدم في توجيه الصواريخ. بينما ظلت باقي الأنواع بدون أي رادار.

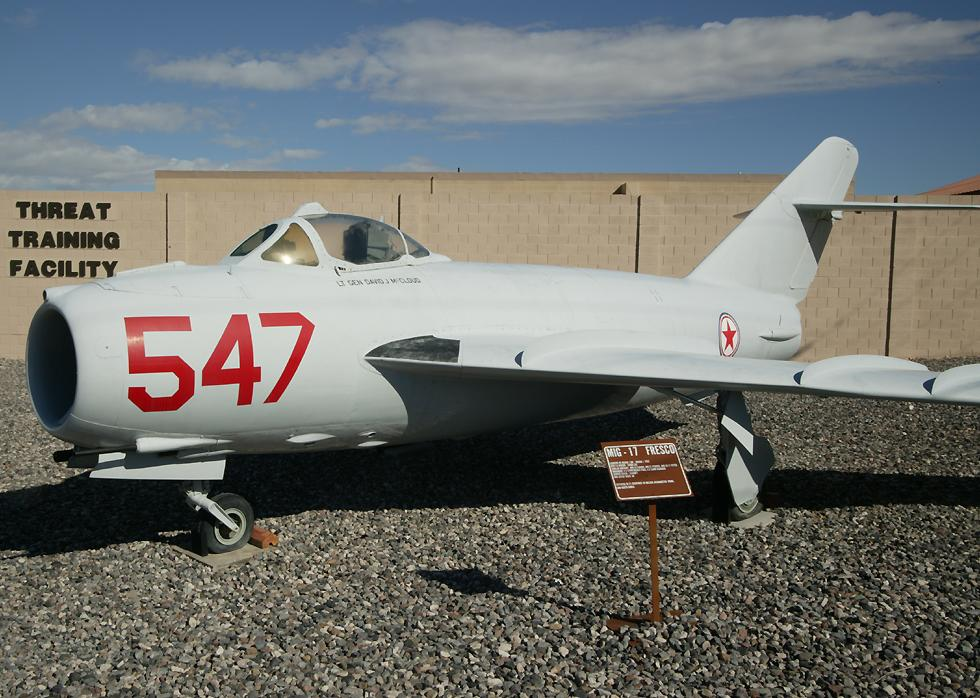
طائرة ميج-17 كورية شمالية

## التاريخ القتالي
كان الهدف من طائرة الميج 17 ومعظم الطائرات السوفيتية عموما، هو استهداف القاذفات الأمريكية، وليس الدخول في معارك جوية أو عراك الكلاب. كانت سرعة هذه الطائرة أقل من سرعة الصوت (0.93 ماخ)، لكنها كانت فعالة ضد القاذفات البطيئة (0.6 - 0.8 ماخ). لكن عندما أدخلت قاذفات إستراتيجية تستطيع أن تطير بسرعة الصوت أصبحت الميج 17 بلا فائدة تقريبا، فتم الاستغناء عنها لصالح الطائرات الأسرع والأحدث كالميج 21 والميج 23.
استخدم عدد كبير من الدول طائرات الميج 17، وقد أصبحت طائرة أساسية في أسلحة جو دول حلف وارسو في أواخر الخمسينات وأوائل الستينات. كما استخدمتها دول أخرى كثيرة في أفريقيا وأسيا.

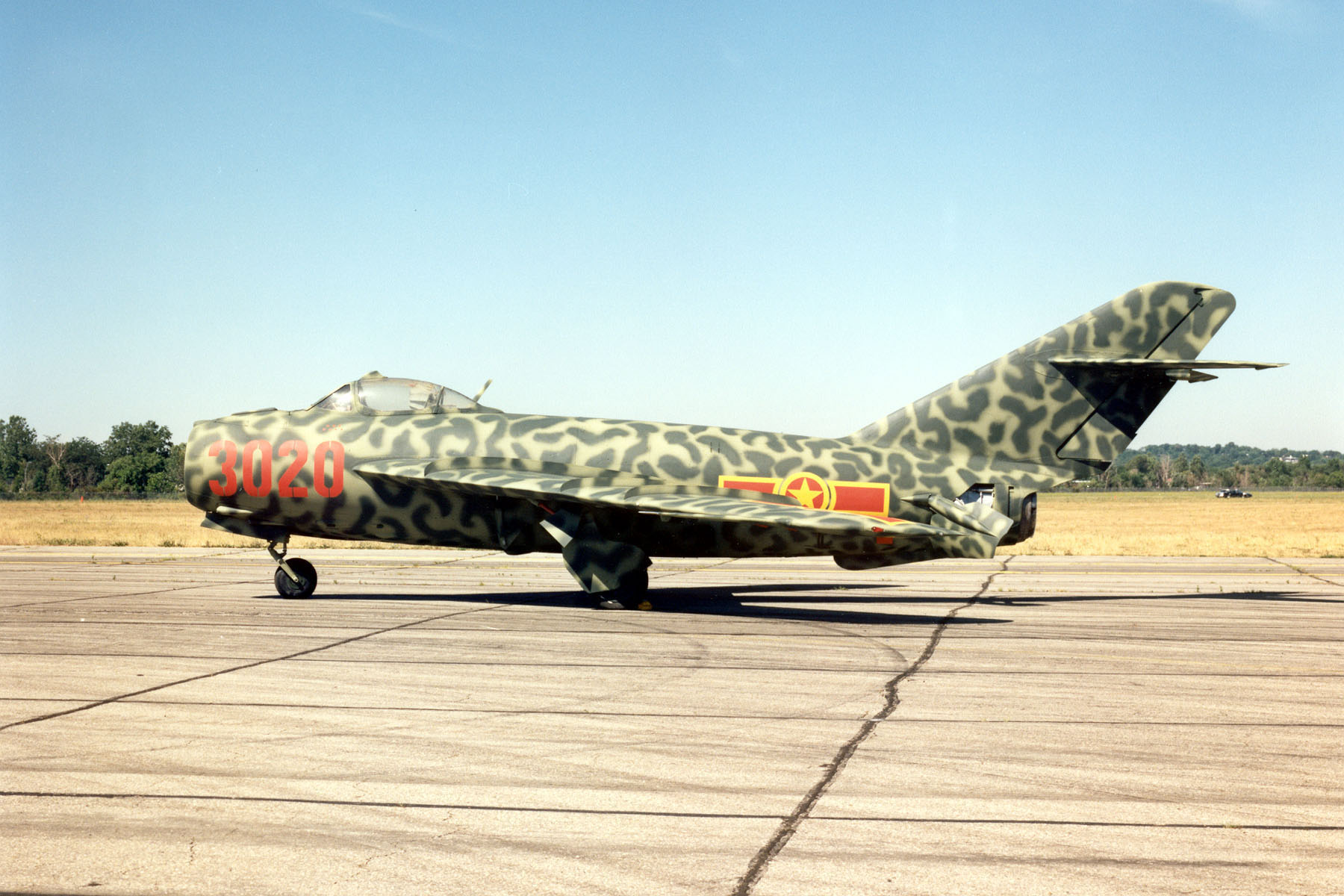
طائرة ميج-17 فييتنامية

لم تتواجد طائرات الميج 17 في حرب كوريا ولكنها شهدت أولى معاركها عندما اشتبكت القوات الجوية الصينية بطائرات الميج 17 مع القوات الجوية التيوانية المزودة بطائرات إف-86 الأمريكية. كما كانت الميج 17 الطائرة الاعتراضية الأساسية في القوات الجوية الفييتنامية الشمالية في عام 1965 وأحرزت أولى انتصاراتها وشهدت بشكل عام اشتباكات عديدة في حرب فييتنام، حيث حاربت بجانب كلا من الميج 21 والميج 19. كما فضل بعض الطيارين من فييتنام الشمالية الميج 17 على الميج 21، لأنها كانت أخف على الرغم من انها بشكل عام أقل سرعة.
حققت الميج 17 عدة نجاحات في حرب فييتنام، منها إسقاط طائرة اف-105 ثاندرشيف الأحدث كثيرا وأسرع من الميج 17، وقد كان هذا صدمة للقوات الجوية الأمريكية. لمواجهة طائرات الميج 17 الخفيفة وذات المناورة العالية، أدخلت القوات الجوية الأمريكية طائرات خفيفة أيضا وسرعتها تحت سرعة الصوت مثل ايه-4 سكاي هوك.
كما شاركت الميج 17 في الحروب العربية الإسرائيلية وكانت أغلب نتائجها مخيبة للأمال ويرجع ذلك إلى تقدم الطائرات الإسرائيلية كثير عن الميج 17، فبينما قاتلت القوات الجوية العربية بطائرات الميج 17، زودت الولايات المتحدة وفرنسا إسرائيل بطائرات حديثة معقدة كالإف-4 فانتوم وميراج 3.
خدمت الميج 17 أيضا في نيجيريا أثناء الحرب الأهلية هناك حين استعانت نيجيريا بطيارين مرتزقة في الفترة من 1967 إلى 1970. كما بعث الاتحاد السوفييتي إلى سيريلانكا بأربع طائرات ميج 17 على وجه السرعة لإخماد تمرد هناك عام 1971 حيث استخدمت في مهام القصف والهجوم الأرضي.

## الطرازات المختلفة
- I-300: النسخة الأولية.

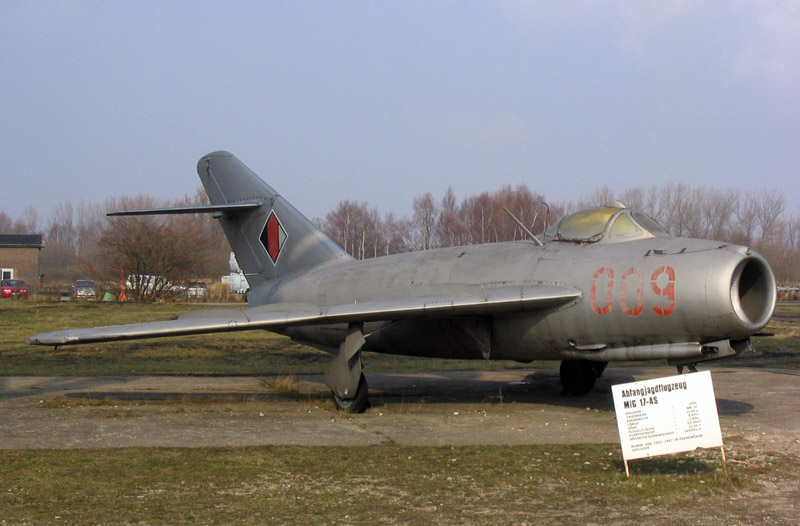
ميج 17 AS

- ميج 17 : نسخة المقاتلة الأساسية مزودة بمحرك في.كيه-1. (تسمية الناتو: Fresco-A)
- ميج 17 A: النسخة المقاتلة المزودة بمحرك في.كيه-1 ذو عمر أطول.
- ميج 17 AS: متعددة المهام، أعدت لتحمل الصواريخ غير الموجهة مثل ال K-13.
- ميج P 17: مقاتلة في جميع الأجواء مزودة برادار «إزومرود». (تسمية الناتو: Fresco-B).
- ميج 17 F: نسخة المقاتلة الأساسية مزودة بمحرك «في.كيه-1» مزود بغرفة احتراق (حارق خلفي) (تسمية الناتو: Fresco-C).
- ميج 17 PF: مقاتلة في جميع الأجواء مزودة برادار «إزومرود» ومحرك «في.كيه-1» مزود بغرفة احتراق (حارق خلفي) (تسمية الناتو: Fresco-D).
- ميج PM/PFU 17: مقاتلة في جميع الأجواء مزودة برادار «إزومرود» وصاروخ جو-جو من نوع كالينجراد كيه-5 (تسمية الناتو: Fresco-E).
- ميج R 17: نسخة استطلاعية مزودة بكاميرا ومحرك «في.كيه-1».
- ميج SN 17: نسخة اختيارية لم تنتج. في هذه النسخة تم استبدال مدخل الهواء الأمامي بمدخلين على جانبى جسم الطائرة. وتم تعديل مقدمة الطائرة لتحمل رشاش 23 مم يستطيع الدوران بشكل محوري لمهاجمة الأهداف الأرضية.

## المستخدمون

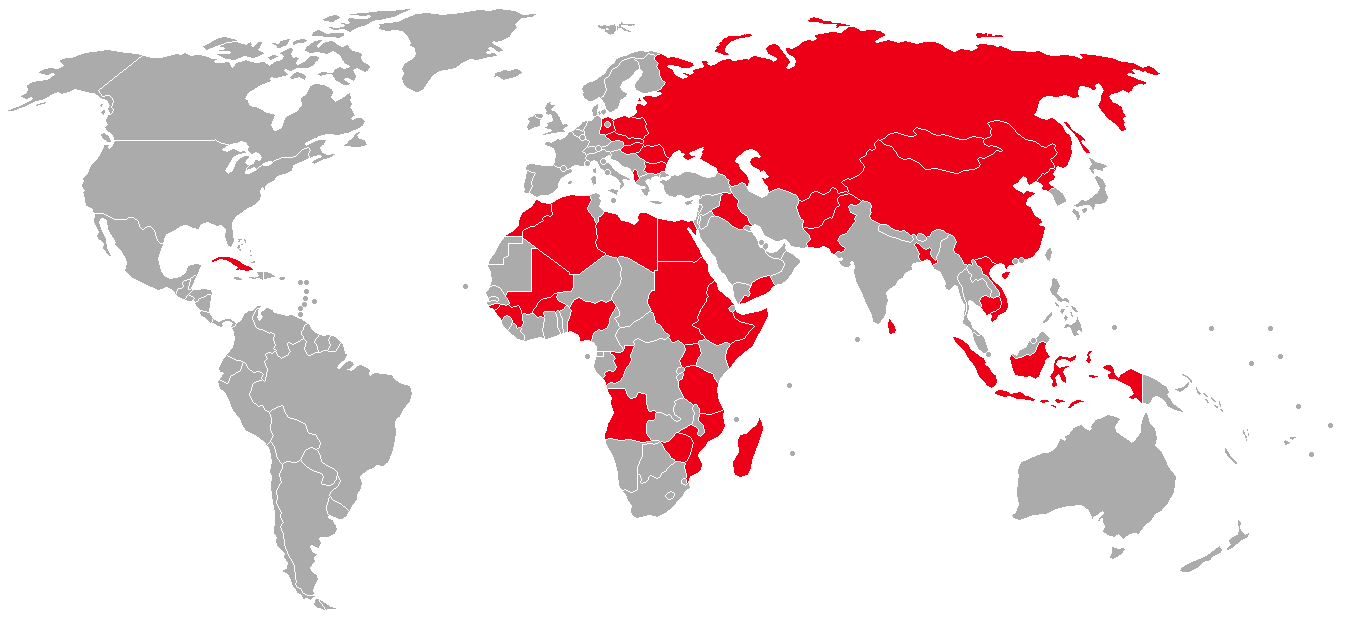
مستخدمين الميج-17 السابقون والحاليون

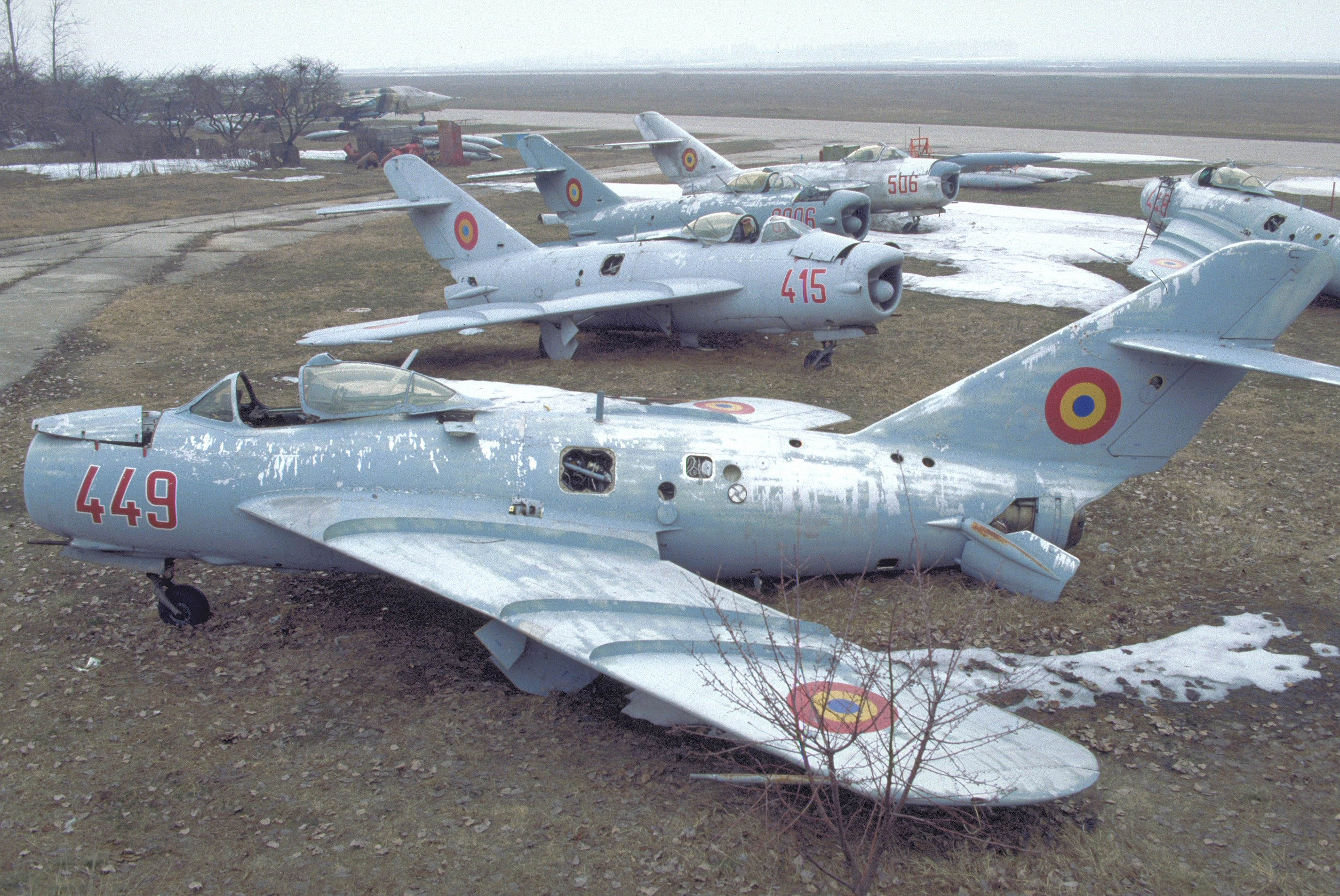
طائرات ميج-17 رومانية

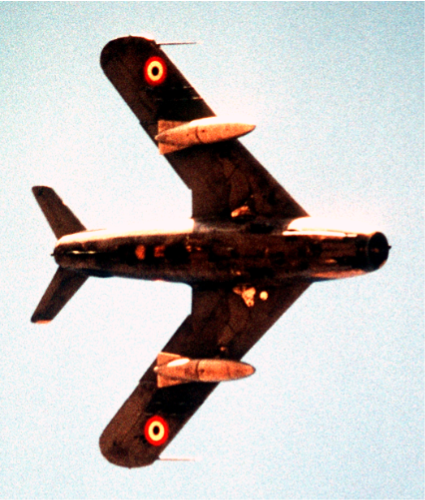
طائرة ميج-17 مصرية

خرجت كل طائرات الميج 17 من الخدمة في الدول الأتية إلا إذا ذكر غير ذلك.
- الاتحاد السوفييتي: القوات الجوية السوفيتية.
- إثيوبيا.
- أرمينيا.
- أرض الصومال.
- أفغانستان.
- ألبانيا.
- الجزائر: القوات الجوية الجزائرية.
- الصومال.
- أنغولا: ما زالت الميج-17 في الخدمة.
- السودان: ما زالت الميج 17 في الخدمة ونسختها الصينية J-5.

- الصومال.
- الصين: بعض الطائرات التدريبية (JJ-2) ما زالت في الخدمة على نطاق محدود.
- العراق.
- ألمانيا الشرقية.
- المجر.
- المغرب.
- اندونيسيا: دخلت الخدمة عام 1961 وخرجت من الخدمة في عام 1970.
- اليمن.
- أوغندا.
- باكستان: بعض الطائرات التدريبية (JJ-2) ما زالت في الخدمة.
- بوركينا فاسو.
- بنغلاديش.
- بلغاريا.
- بولندا.
- تشيكوسلوفاكيا.

- تنزانيا: ما زالت النسخة الصينية "J-5" من الميج 17 في الخدمة.
- جمهورية الكونغو.
- رومانيا.
- زيمبابوي.
- سوريا: القوات الجوية العربية السورية.
- سيريلانكا.
- غينيا.
- غينيا بيساو.
- فييتنام.
- كمبوديا: غالبا في التخزين.
- كوبا.
- كوريا الشمالية: ما زالت النسخة الصينية "J-5" من الميج 17 في الخدمة.
- ليبيا: القوات الجوية الليبية.
- مالي: ما زالت الميج 17 في الخدمة.
- مدغشقر.
- مصر: القوات الجوية المصرية.
- منغوليا.
- موزمبيق: ما زالت الميج 17 في الخدمة.
- نيجيريا.

## المواصفات

### الصفات العامة
- الطاقم: 1
- الطول: 11.36 متر.
- المسافة بين الجناحين: 9.63 متر.
- الارتفاع : 3.80 متر.
- مساحة الأجنحة: 22.6 متر².
- الوزن فارغة: 3,930 كغم.
- الوزن محملة: 5,354 كغم.
- أقصى وزن محملة: 6,286 كغم.
- المحرك: محرك واحد من النوع كليموف في.كيه-1 يعطي قوة دفع 33.1 كيلو نيوتن بالحارق الخلفي.

### الأداء
- السرعة القصوى: 1144 كيلومتر/ساعة.
- المدى: 1080 كم، 1670 كم بدون وزن الخزانات.
- أقصى ارتفاع: 16,600 متر.
- معدل الصعود: 65 متر/ثانية.
- الحمل على الأجنحة: 237 كغم/متر².
- النسبة دفع-وزن: 0.63

### التسليح
- رشاش واحد من نوع نودلمان إن-37 37 مم يحمل 40 طلقة.
- رشاشين من نوع نودلمان-ريختر إن.أر-23 23 * 115 مم. يحمل كل منهما 40 طلقة (المجموع 80 طلقة).
- 500 كغم من الأسلحة يتم تركيبها تحت الأجنحة بما فيها قنابل أو خزانات وقود وزن 100 و250 كغم.